# Рамзес V
Рамзес V (Usermaatre Sekheperenre Ramesses/Amunherkhepeshef I) е четвърти фараон от Двадесета династия на Древен Египет. Управлява ок. 1149 – 1145 г. пр.н.е. или 1146 – 1141 г. пр.н.е.

## Произход и управление
Рамзес V е син на Рамзес IV и негов наследник. Неговото близо 4-годишно управление бележи етап на вътрешна нестабилност и значително отслабване на централната власт. Влиянието на жреческата каста нараснало дотолкова, че те практически контролирали голяма част от земеделските земи и реколтата, а оттам и икономическия живот на Египет. За това положение свидетелства Папирус Уилбър, обширен административен документ датиращ от последната година на Рамзес V и най-важен източник за неговото управление, даващ подробна информация за данъчно-поземлената политика и социално-икономическите отношения от периода.
Увеличаването на храмовата собственост за сметка на фараона, довежда до утвърждаването на тиванското жречество като главен земевладелец в държавата, процес започнал още при предшествениците на Рамзес V. Турински папирус № 1887 документира голям корупционен скандал от времето на Рамзес V – разкрити административни и религиозни злоупотреби извършвани от група жреци в продължение на години. Последиците от този случай не са известни, но той демонстрира неспособността на фараоните да ограничат властта и своеволията на силното жречество.
През управлението на Рамзес V населението по поречието на Нил пострадало от грабителските набези на либийските номади от запад. Без да срещнат военна съпротива, те успели да нахлуят чак до Тива, което принудило работниците в погребалния комплекс Долината на царете да прекъснат строителната дейност по гробницата на фараона. Част от египтолозите допускат че Рамзес V е бил детрониран от чичо си Рамзес VI при дворцов преврат, или може би след междуособна война, в която либийците участват като наемници на някоя от двете страни.

## Мумия и погребение
Учените, които изследват мумията на Рамзес V, установяват че той е починал на около 30–35-годишна възраст, вероятно от едра шарка, ако се съди по белезите от обрив върху останките му (най-ранните веществени доказателства за наличието на болестта). Шест от членовете на семейството му стават жертва на същото заболяване. Действителните причини за смъртта на Рамзес V обаче остават неустановени. Върху черепа на мумията е открита дупка от удар с остър предмет, нанесен преди или малко след смъртта му, което би могло да бъде доказателство, макар и несигурно, за неговото убийство. По-ранни изследователи откриват следи от бубонна чума и херния.
Мумията на Рамзес V е била погребана едва през втората година от управлението на неговия наследник Рамзес VI, вместо на 70-ия ден след смъртта, каквато е установената традиция. Причините за това необичайно отлагане са спорни – вероятно то се дължи на смутовете около либийските нападения, които ангажирали усилията на Рамзес VI и попречили на работниците завършат гробницата навреме, за да може починалият фараон да бъде погребан съгласно ритуала. Други изследователи предполагат, че заразата от трупа на фараона се е пренесла върху балсаматорите и е причинила смъртта им, което много е забавило мумифицирането. За разлика от мумиите на всички други предишни фараони, тази на Рамзес V е била погребана заедно с вътрешните органи, които първоначално са били извадени, а след това върнати обратно в тялото смесени с дървен талаш. Този начин на мумифициране става стандартна практика при 21-ва династия.
Остава неизяснено дали Рамзес V е умрял преди възкачването на Рамзес VI, или е живял за кратко след като е бил детрониран. Не е сигурно също дали е станал жертва на заболяване или насилствена смърт. Неговата гробница KV9 е била завършена и по-късно присвоена от Рамзес VI, който може би премества мумията на предшественика си на друго място. Но предвид това, че Рамзес VI не заличава всички картуши на неговия племенник, немалко учени смятат че преместване не е имало и те са споделяли гробница KV9, ограбена през 9 година от смутното властване на Рамзес XI. В такъв случай хипотетичната междуособна война изглежда по-малко вероятна, но това не изключва версията за покушение и/или преврат срещу Рамзес V.
Мумията на Рамзес V е била открита през 1898 г. в KV35, гробницата на Аменхотеп II, където е бил препогребан по времето на Сиамун или Смендес. Освен гробницата му, от неговото управление са останали малко монументи.